# Carlos Gamarra
Carlos Alberto Gamarra Pavón (Ypacarai, 17 februari 1971) is een Paraguayaans voormalig voetballer. De centrale verdediger speelde onder andere bij Atlético Madrid en Internazionale.

## Clubcarrière
Gamarra begon zijn carrière als profvoetballer bij Cerro Porteño in 1991. Hij verliet in 1992 zijn geboorteland om in Argentinië bij Independiente te gaan spelen. Gamarra keerde echter al snel terug bij Cerro Porteño. In 1995 vertrok hij naar het Braziliaanse Internacional. Begin 1998 vertrok hij naar het Portugese Benfica, maar na een halfjaar keerde Gamarra alweer terug naar Brazilië om voor Corinthians te gaan spelen.
In het seizoen 1999/2000 begon hij aan zijn tweede Europese avontuur bij Atlético Madrid. Met 34 competitiewedstrijden was Gamarra een vaste waarde bij de Spaanse club, maar na de degradatie van Atlético in 2000 besloot hij te vertrekken. Het Braziliaanse Flamengo werd zijn nieuwe club. Na een seizoen bij Flamengo maakte Gamarra de overstap naar AEK Athene in 2001. Na het Wereldkampioenschap voetbal 2002 werd de verdediger gecontracteerd door Internazionale. Bij de Italiaanse club werd Gamarra echter nooit een vaste waarde en in juli 2005 verruilde hij Inter daarom voor het Braziliaanse Palmeiras.

## Interlandcarrière
Gamarra was jarenlang aanvoerder van het Paraguayaans voetbalelftal. De verdediger speelde 110 interlands, waarmee hij recordhouder van zijn vaderland is. Gamarra debuteerde in de nationale ploeg in maart 1993 tegen Bolivia. Hij nam met Paraguay deel aan het WK 1998, het WK 2002 en het WK 2006. Zijn goede prestaties in 1998 leverden Gamarra een plaats op in het All-Star Team van het WK 1998. In 2004 behaalde Gamarra als dispensatiespeler met Paraguay een zilveren medaille op de Olympische Spelen van Athene. Hij vertegenwoordigde zijn vaderland eveneens bij de Olympische Spelen van 1992 in Barcelona.